# 3DNews Daily Digital Digest
3DNews Daily Digital Digest — російське онлайн-видання, присвячене цифровим технологіям.
Засноване 17 липня 1997 року Андрієм Кузіним. 
Мета проєкту — своєчасна публікація максимально об'єктивної інформації про все, що відбувається на ринку IT, а також допомога користувачам цифрових пристроїв у виборі, придбанні і найбільш ефективному використанні обладнання та програмного забезпечення. Завдяки широкому спектру обдивляють подій і високотехнологічних новинок, ресурс однаково цікавий всім верствам "населення" Рунета: від любителів комп'ютерних ігор і модних гаджетів до професіоналів - системних інженерів, програмістів і оверклокерів. Щодня 3DNews.ru відвідують більше 200 тис. осіб з усіх країн СНД і російськомовного зарубіжжя. Понад 3 млн відвідувачів щомісяця переглядають близько 19 млн сторінок.
Сайт багато разів перемагав у конкурсі РОТОР.
У листопаді 2010 року сайт отримав адресу в кириличній доменній зоні .РФ.
У лютому 2013 року сайт був зламаний. Хакери залишили образливий напис і заразили сторінки шкідливим ПЗ.

## Дочірні проєкти
- 3dnews.ee [Архівовано 2 вересня 2011 у Wayback Machine.] — естономовний проєкт.
- digital-daily.com [Архівовано 29 квітня 2011 у Wayback Machine.] — англомовний проєкт із перекладами оглядів.
- hardwarez.ru [Архівовано 17 травня 2011 у Wayback Machine.] — банерна система проєктів комп'ютерної тематики.
- servernews.ru [Архівовано 24 травня 2013 у Wayback Machine.] - новини та огляди серверного ПЗ та обладнання.
- 3D-Маркет [Архівовано 24 травня 2013 у Wayback Machine.] - щодня автоматично оновлювана база товарів Інтернет-магазинів.